# Голем (фильм, 1979)
Голем (пол. Golem) — польский фантастический постапокалиптический фильм 1979 года.

## Сюжет
Действие фильма происходит через несколько десятков лет после ядерного катаклизма. В мире, опустошенном ядерной войной, царит тоталитарная диктатура. Ученые под бдительным оком властей пытаются улучшить человечество, проводя медицинские эксперименты на социально дезадаптированных людях. Первым подопытным для эксперимента становится Пернат. Он возвращается в свою квартиру на чердаке доходного дома, лишенный памяти. Холтрум, живущий в том же многоквартирном доме, одержим идеей создания идеального человека. Пернат знакомится с сыном Холтрума, и все указывает на то, что это не его биологический сын, а «кукла» из обожженной глины.
Контролируемый на каждом шагу, Пернат восстает против своих надзирателей. Сначала он пытается уговорить бежать Розыну, дочь Холтрума, а позже Мириам, дочь безумного библиофила. Однако в конечном итоге ему не удается сбежать, его обвиняют в убийстве Холтрума и отправляют в тюрьму.
В последней сцене Пернат снова меняется: на этот раз он страстный политик, обращающийся к толпе с трибуны. В руке он держит лист бумаги с номером. Это отсылка к легенде, происходящей из еврейской традиции, согласно которой Голем, существо из глины, оживает, если положить ему в рот листок бумаги с магической формулой.

## В ролях
- Марек Вальчевский — Пернат
- Мариуш Дмоховский — Холтрум
- Кристина Янда — Розына
- Рышард Петруский — агент, прикидывающийся трубочистом
- Эмиль Каревич — начальник учёных
- Аркадиуш Базак — начальник учёных
- Анджей Северин — учёный
- Збигнев Бучковский — медбрат
- Богуслав Собчук — офицер следственного отдела
- Хенрик Бонк — кладовщик в аресте
- Войцех Пшоняк — заключённый
- Анна Ярачувна — старушка
- Зофья Червиньская — клозетная бабка
- Рышард Котыс — однорукий лифтёр
- Юзеф Скшек — музыкант

## Награды фильма
- Награда Баскского фотографического общества на МКФ в Сан-Себастьяне (1980)
- Гран-при на Международном Кинофестивале научно-фантастических фильмов — Мадрид (1981)